# Condado de Castilleja de Guzmán
El condado de Castilleja de Guzmán es un título nobiliario español creado por la reina Isabel II el 22 de septiembre de 1866, para García Álvarez Gato y Valencia. Este título se creó como sustitución del título de Marqués de Álvarez Gato que había sido concedido por el Archiduque Carlos de Austria en 12 de noviembre de 1718, a García Álvarez Gato y Valencia. La reina Isabel II autorizó el uso del título con cambio de denominación.

## Condes de Castilleja de Guzmán
- García Álvarez Gato y Valencia, I conde de Castilleja de Guzmán.
- Fernando Rodríguez de Rivas y García de Tejada (Villaviciosa de Odón, 20 de agosto de 1808-ca. 1874), II conde de Castilleja de Guzmán. Se casó con María Rosario Rivero y Rivero.[2]
- Fernando Rodríguez de Rivas y Rivero, III conde de Castilleja de Guzmán.
- Joaquín Rodríguez de Rivas y de la Gándara, IV conde de Castilleja de Guzmán.
- Felipe Rodríguez de Rivas y Díaz de Erazo, V conde de Castilleja de Guzmán.
- Cordelia de Castellane y Rodríguez de Rivas, VI condesa de Castilleja de Guzmán.
- Lorenzo Semprún de Castellane, VII y actual, conde de Castilleja de Guzmán.